# Miss Eco Universe 2016
Miss Eco Universo 2016 foi a 2ª edição do concurso de beleza Miss Eco International. O certame se realizou em frente à grande pirâmide de Gizé, a maior e mais antiga das três pirâmides de Gizé, na capital do Egito, Cairo. Participaram da cerimônia cinquenta e quatro (54) candidatas em busca do título que pertencia à eslovêna Patricia Peklar. A vitoriosa, além de servir como embaixadora de causas ambientais e promotora do turismo no Egito globalmente, recebeu uma quantia estimada em U$10.000. A competição teve direção da empresária Amaal Rezk e ampla divulgação midiática local e internacional pelo site Global Beauties.

## Resultados

### Colocações
| Posição                 | País e Candidata |
| Vencedora               | - Costa Rica - Natalia Carvajal |
| 2º. Lugar               | - Brasil - Laís Berté |
| 3º. Lugar               | - China - Serena Jiay |
| 4º. Lugar               | - Bascortostão - Anastasia Yikovleva |
| Finalistas              | - Bielorrússia - Darya Koleychik - Chile - Nicole Scott - Estados Unidos - Samantha Hart - México - Mónica Hernández |
| (TOP 16) Semifinalistas | - Argentina - Naomi Mendes - Colômbia - Alexandra Herrera - Egito - Kholoud Ezz - Indonésia - Olvah Alhamid - Países Baixos - Laura Ghobrial - Portugal - Carolina Liquito - Rússia - Alena Raeva - Venezuela - Leainy Jaimes |

### Prêmios Especiais
Foram distribuídos os seguintes prêmios este ano:
| Prêmio         | País e Candidata                     |
| Miss Simpatia  | - Quênia - Julia Njorge              |
| Miss Fotogenia | - Bascortostão - Anastasia Yikovleva |

### Prêmios Secundários
Prêmios geralmente dados por patrocinadores:
| Prêmio             | País e Candidata            |
| Miss Digital       | - Indonésia - Olvah Alhamid |
| Miss Fitness       | - Cuba - Brenda Estrada     |
| Melhor Sorriso     | - Japão - Chisato Nagayasu  |
| Best Tourism Video | - Nepal - Nagma Shrestha    |
| Cooking Challenge  | - Indonésia - Olvah Alhamid |

### Ordem dos Anúncios
- Em ordem:[5]

| 1. Venezuela 2. Chile 3. Brasil 4. México 5. Costa Rica 6. Países Baixos 7. Colômbia 8. Argentina 9. China 10. Indonésia 11. Portugal 12. Bascortostão 13. Bielorrússia 14. Egito 15. Estados Unidos 16. Rússia | 1. Brasil 2. México 3. Estados Unidos 4. China 5. Chile 6. Bascortostão 7. Bielorrússia 8. Costa Rica |  |  |

## Etapas Preliminares
| Prêmio                  | País e Candidata |
| 1                       | - Egito - Kholoud Ezz |
| 2                       | - Brasil - Laís Berté |
| 3                       | - México - Mónica Hernández |
| (TOP 10) Semifinalistas | - Bascortostão - Anastasia Yikovleva - Bélgica - Isha Frederickx - Bielorrússia - Darya Koleychik - China - Serena Jiay - Filipinas - Aurora Assunción - Ucrânia - Maryna Stelmakh - Vietnã - Kha Trang |

| Prêmio                  | País e Candidata |
| 1                       | - Costa Rica - Natalia Carvajal |
| 2                       | - México - Mónica Hernández |
| 3                       | - Haiti - Seydina Allen |
| (TOP 10) Semifinalistas | - Bascortostão - Anastasia Yikovleva - China - Serena Jiay - Cuba - Brenda Estrada - Filipinas - Aurora Assunción - Países Baixos - Laura Ghobrial - Romênia - Andrada Butilca - Rússia - Alena Raeva |

| Prêmio                  | País e Candidata |
| 1                       | - Bascortostão - Anastasia Yikovleva |
| 2                       | - Argentina - Naomi Mendes |
| 3                       | - Bielorrússia - Darya Koleychik |
| (TOP 10) Semifinalistas | - Brasil - Laís Berté - Colômbia - Alexandra Herrera - Haiti - Seydina Allen - Índia - Sophiya Singh - México - Mónica Hernández - Países Baixos - Laura Ghobrial - Paraguai - Vanessa Cristaldo |

| Prêmio                  | País e Candidata |
| 1                       | - Venezuela - Leainy Jaimes |
| 2                       | - Brasil - Laís Berté |
| 3                       | - Chile - Nicole Scott |
| (TOP 10) Semifinalistas | - Argentina - Naomi Mendes - Bolívia - Vivian Serrano - Índia - Sophiya Singh - Maurício - Varsha Ragoobarsing - Mianmar - Nan Seing - Países Baixos - Laura Ghobrial - Tailândia - Pisolaya Jarukeittikul |

| Prêmio                  | País e Candidata |
| 1                       | - Indonésia - Olvah Alhamid |
| 2                       | - Brasil - Laís Berté |
| 3                       | - Vietnã - Duong Thi Ha |
| (TOP 10) Semifinalistas | - Argentina - Naomi Mendes - Colômbia - Alexandra Herrera - Costa Rica - Natalia Sánchez - Egito - Kholoud Ezz - Índia - Sophiya Singh - Mianmar - Nan Seing - Venezuela - Leainy Jaimes |

## Candidatas
Todas as candidatas ao título:
| - Albânia - Anxhela Lila - Alemanha - Saskia Klötz - Argélia - Inec Belkacem - Argentina - Naomi Mendes - Austrália - Rachel Guest - Bascortostão - Anastasia Yakovleva - Bélgica - Isha Frederickx - Bielorrússia - Darya Koleychik - Bolívia - Vivian Serrano - Brasil - Laís Berté - Chile - Nicole Scott - China - Serena Jiay - Colômbia - Alexandra Herrera - Costa Rica - Natalia Carvajal - Cuba - Brenda Estrada - Egito - Kholoud Ezz - Espanha - Eva Fernández - Estados Unidos - Samantha Joy Hart | - Estônia - Kerstin Marran - Filipinas - Aurora Lloyd Bigcas - Finlândia - Anna Opalko - França - Marcie Monfret - Grécia - Christina Lazaros - Guatemala - Raquel Tovar - Haiti - Seydina Allen - Índia - Sophiya Singh - Indonésia - Olvah Alhamid - Inglaterra - Kate Marie - Japão - Chisato Nagayasu - Kosovo - Hyrishahe Uruglica - Líbano - Jessica Abi Aad - Luxemburgo - Chiara Vanderveeren - Malásia - Annatasha Shanty - Marrocos - Mounia Merchani - Maurício - Varsha Ragoobarsing - México - Mónica Hernández | - Mianmar - Nan Seing Lien - Moldávia - Elizaveta Mishina - Nepal - Nagma Shrestha - Países Baixos - Laura Ghobrial - Paraguai - Vanessa Cristaldo - Portugal - Carolina Liquito - Quênia - Julia Njorge - Quirguistão - Altinay Munaitpasova - Rodrigues - Marie Desiree Albert - Romênia - Andrada Butilca - Rússia - Alena Raeva - Singapura - Hashiena Jan - Suécia - Matilda Helgstrand - Tajiquistão - Nasiba Naimkhonova - Tailândia - Pisolaya Jarukeittikul - Ucrânia - Maryna Stelmakh - Venezuela - Leainy Jaimes - Vietnã - Duong Thi Ha Giang |

## Histórico

### Retirou-se
- Dinamarca - Michelle Desideriüssen

### Desistências
- Cabo Verde - Tirzah Ellen Tomar Évora
- Cazaquistão - Daria Lebedeva
- Macedônia - Dunavka Trifunovska
- Nigéria - Omoye Akhigbe
- Reino Unido - Atlanta McBride
- República Dominicana - Luz Quezada